# Арткино

АРТКИНО — Всероссийский кинофестиваль авторского короткометражного кино, учрежден в 2008 году киностудией «Мир искусства» совместно с киноклубом «АРТкино».
Фестиваль «Арткино» - один из самых крупных в стране фестивалей короткого метра. Слоган фестиваля: «Лучшее короткометражное кино со всей России».  Событие проходит ежегодно осенью-зимой в Москве и в течение года более чем в 50 городах России. В конкурсной программе участвуют: игровые, документальные, анимационные, экспериментальные фильмы хронометражем не более 30-ти минут. В конкурсе принимают участие не только студенты и выпускники ведущих киношкол страны, но и независимые авторы.  «Арткино» позиционируется не как студенческий, а как профессиональный фестиваль, несмотря на то, что 90 процентов его участников и зрителей составляет молодёжь. Организаторы фестиваля – Творческое объединение «Мир искусства» и киношкола «Артерия кино». Президент фестиваля - кинорежиссёр и продюсер Сергей Тютин.
Миссия фестиваля "Арткино" - возрождение авторского кино в России, стимулирование открытий в киноязыке, привлечение внимания к авторскому и экспериментальному кино путём популяризации короткометражных фильмов, продвижение короткометражного кино в кинотеатральный прокат и на телевидение. Благодаря фестивалю начинающим режиссёрам открывается возможность донести свое кино до широкого зрителя и профессионалов киноиндустрии.
Фестиваль "Арткино" - единственный кинофорум, который занимается продвижением вошедших в конкурсную программу картин. Фильмы-лауреаты получают возможность участвовать в Финальном прокатном туре по городам России и стран СНГ.
Фестивалем учреждён специальный приз «За выдающийся вклад в развитие авторского кино». Награды уже удостоились такие великие кинематографисты, как: Алексей Герман-старший, Артавазд Пелешян, Юрий Норштейн, Георгий Данелия, Вадим Юсов, Андрон Кончаловский, Владимир Наумов, Глеб Панфилов, Карен Шахназаров и Марлен Хуциев.
С целью популяризации и развития отечествнных достижений в области развития кинотехники был учрежден специальный приз «За авторский вклад в развитие кинотехники». Этой награды уже удостоились: Александр Мелкумов (оператор и изобретатель, генеральный директор Научно-творческого центра "Стереокино" и заведующим сектором цифрового стереокино Научно-исследовательского кинофотоинститута), Сергей Рожков (оператор, стереограф, изобретатель, учёный, лауреат технического «Оскара» за вклад в развитие объёмного кинематографа), Марк Кривошеев (учёный, входит в плеяду создателей современного цифрового телевидения и кино, один из создателей стандартов цифрового телевидения и кино), Сергей Астахов (кинооператор и изобретатель специальной операторской техники) и в день своего 100-летнего юбилея Виктор Комар (ученый, доктор технических наук, профессор, участник разработки систем широкоэкранного, широкоформатного, стереоскопического и голографического кинематографа)
В состав жюри входят российские кинематографисты, среди них в разные годы были: Павел Лунгин, Иван Дыховичный, Владимир Грамматиков, Юрий Коротков, Владимир Алеников, Николай Хомерики, Юрий Клименко, Владимир Алеников, Владислав Дружинин и другие.
Конкурсные работы оцениваются в основных номинациях:
- Лучший короткометражный фильм до 10 мин.
- Лучший игровой короткометражный фильм до 20 мин.
- Лучший игровой короткометражный фильм до 30 мин.
- Лучший документальный фильм
- Лучший экспериментальный фильм
- Лучший анимационный фильм
- Лучшая режиссура
- Лучший сценарий
- Лучшая операторская работа
- Лучший региональный фильм
- Специальные призы жюри
- Приз зрительских симпатий 1 степени
- Приз зрительских симпатий 2 степени
- Приз зрительских симпатий 3 степени

По итогам Финального тура вручается Всероссийская премия в области короткометражного кино в номинациях Гран-при — лучший фильм фестиваля по оценке Киноакадемии «Арткино», Приз зрительских симпатий — лучший фильм фестиваля по мнению зрителей России.